# Hjartdal
Hjartdal est une kommune de Norvège. Elle est située dans le comté de Telemark.